# Castelfeder

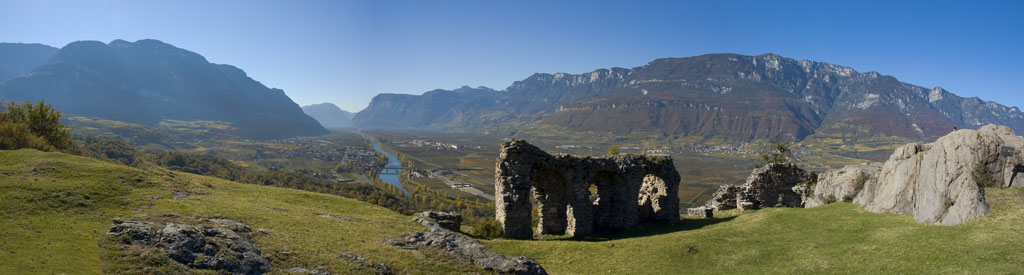
Ausblick von Castelfeder in Richtung Süden: links Neumarkt, in der Bildmitte Überreste der Ringmauer, rechts Tramin

Castelfeder ist ein 405 m s.l.m. hoher, mehrfach gegliederter Porphyrhügel im Südtiroler Unterland zwischen Montan, Neumarkt und Auer. Prähistorische, antike sowie früh- und hochmittelalterliche Besiedlungsspuren zeugen von seiner strategisch günstigen Lage. Die aus diversen zeitlichen Schichten bestehende Befestigungsanlage auf der Hügelkuppe wird selbst auch Castelfeder genannt und erhebt sich rund 150 m über die Sohle des Etschtals. Heute ist der gesamte Hügel ein geschütztes Biotop.

## Geschichte
Auf Castelfeder (von lateinisch castella vetera ‚alte Festungen‘) lässt sich eine kontinuierliche Besiedelung von der Bronzezeit bis in die Spätantike erschließen. Zu den archäologischen Funden gehören Urnengräber mit Grabbeigaben aus dem zweiten Jahrtausend v. Chr., die der Laugen-Melaun-Kultur zugewiesen werden können. Ebenfalls nachgewiesen wurden Brandopferplätze.
Castelfeder wurde auch als Standort der römischen Straßenstation Endidae diskutiert, die in der Literatur aber typischerweise etwas südlich des Hügels vermutet wird.
Im 6. Jahrhundert (wohl zwischen 555 und 567) wurde auf Castelfeder eine byzantinische Festung (Kastron) zum Schutz gegen die Germanen errichtet. Die in der Literatur häufig vertretene Identifizierung des Bauwerks mit dem bei Paulus Diaconus in einer Aufzählung erwähnten, um 590 zerstörten Castrum Ennemase, für dessen Lokalisierung im Unterland es keine Anhaltspunkte gibt, ist spekulativ. Die byzantinische Anlage wurde bis in das 10. Jahrhundert hinein weiterbenutzt. Fehlende Funde aus dem Folgezeitraum lassen darauf schließen, dass die Befestigung danach wohl aufgelassen wurde.
In den Jahren nach 1203 bauten die Edelfreien von Enn mit Erlaubnis des Bischofs von Trient innerhalb der alten Anlage eine hochmittelalterliche Burg. Diese wurde wahrscheinlich bereits 1301 wieder zerstört.
Unklar ist die Datierung der Grundrisse von mehr als 160 Gebäuden.

## Baulichkeiten

### Antike
Auffallendes Merkmal von Castelfeder ist die ausgedehnte Ringmauer, die sich im Osten und Süden in ihrem Verlauf nahezu geschlossen verfolgen lässt und im Süden sich durch die so genannten „Kuchelen“ noch in bedeutender Höhe erhalten hat. Die Ringmauer weist nach innen einen Bogengang auf, der ursprünglich den Wehrgang getragen hat. An manchen Stellen sind zusätzlich nach außen hin, in unregelmäßigen Abständen, schmale Strebepfeiler nachweisbar. Die Mauer ist auffallend dünn. Sie scheint überwiegend nicht auf den Felsen fundamentiert zu sein. Trotzdem kann man das Mauerwerk nicht als flüchtig oder gar nachlässig errichtet bezeichnen, eher hat man die größtmögliche Haltbarkeit mit dem geringsten Aufwand zu erreichen gesucht. Die architektonischen Merkmale dieser Anlage sind wiederholt mit byzantinischen Befestigungen verglichen worden, besonders mit der großen Landmauer von Konstantinopel.

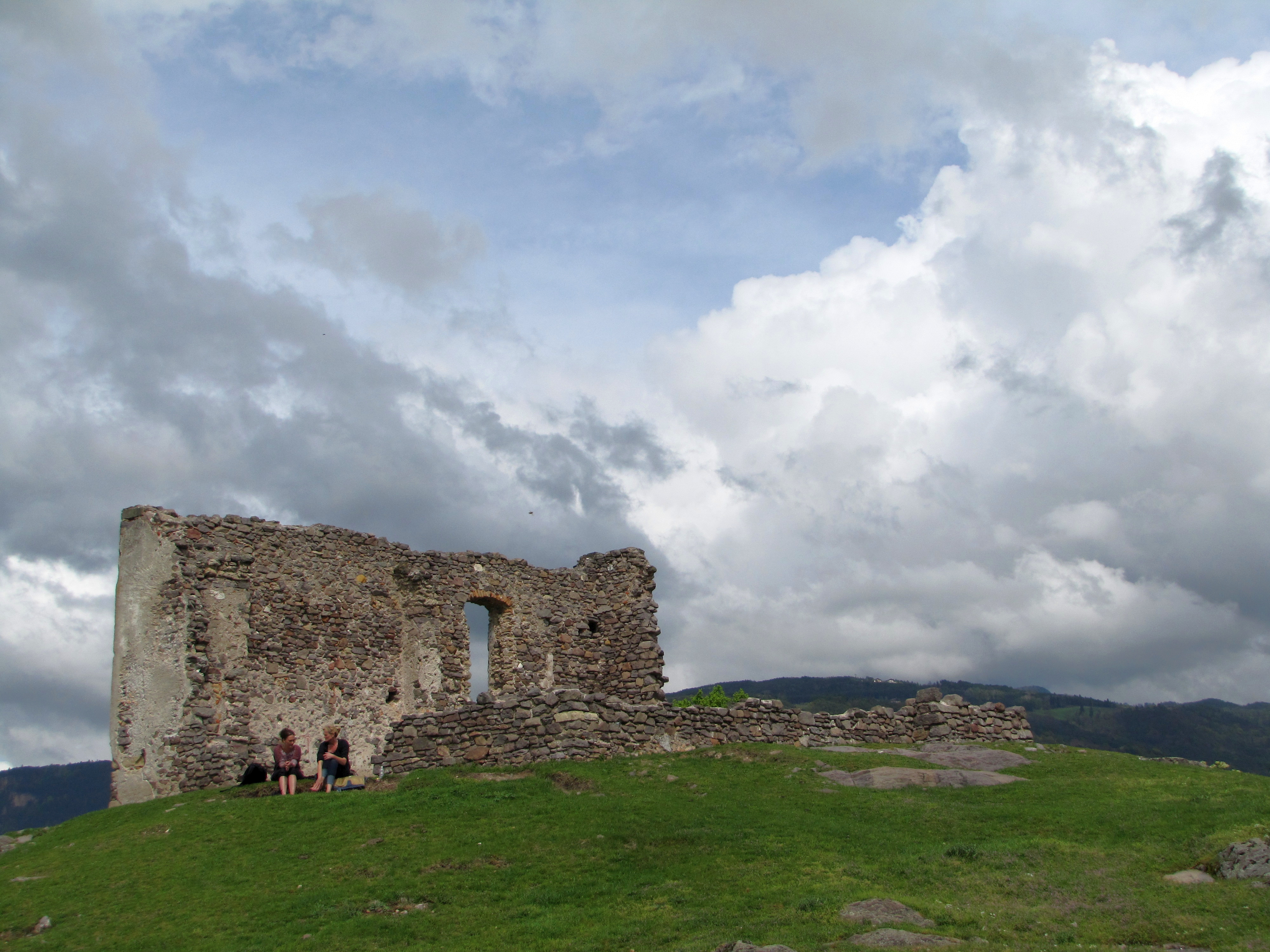
Die Barbara-Kapelle

Die Innenbebauung der Befestigung scheint in der Antike überwiegend aus Holz gewesen zu sein. Jedenfalls ließen sich Reste verschiedener Holzbauten bei den Grabungen nachweisen. Einziger Steinbau der Zeit war vermutlich die St. Laurentius und St. Vigilius geweihte, spätere Barbara-Kapelle, die durch Funde in ihrem Inneren auf das 6. Jahrhundert datiert werden kann und im Frühmittelalter erweitert wurde.
Diese erste Befestigungsanlage scheint durch einen Brand, der sich im Bereich der Kuchelen feststellen lässt, zerstört worden zu sein. Im 7. Jahrhundert wurde im Areal zwischen der Kapelle und den Kuchelen ein Gräberfeld angelegt. Ein zweiter Brand im Verlauf des 7. Jahrhunderts beeinträchtigte schließlich die ganze Anlage inklusive der Kapelle.

### Frühmittelalter

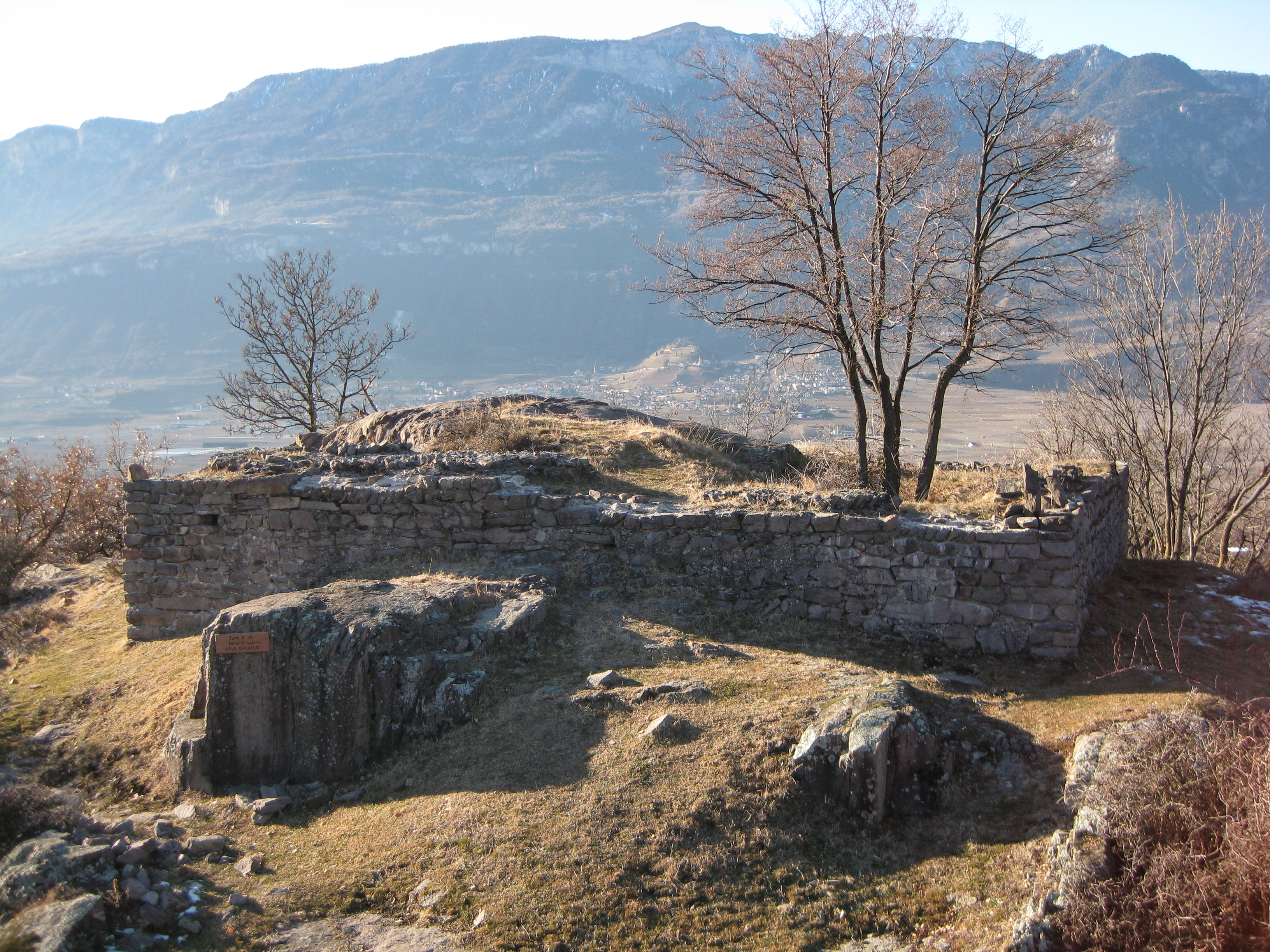
Der „Langobardenturm“

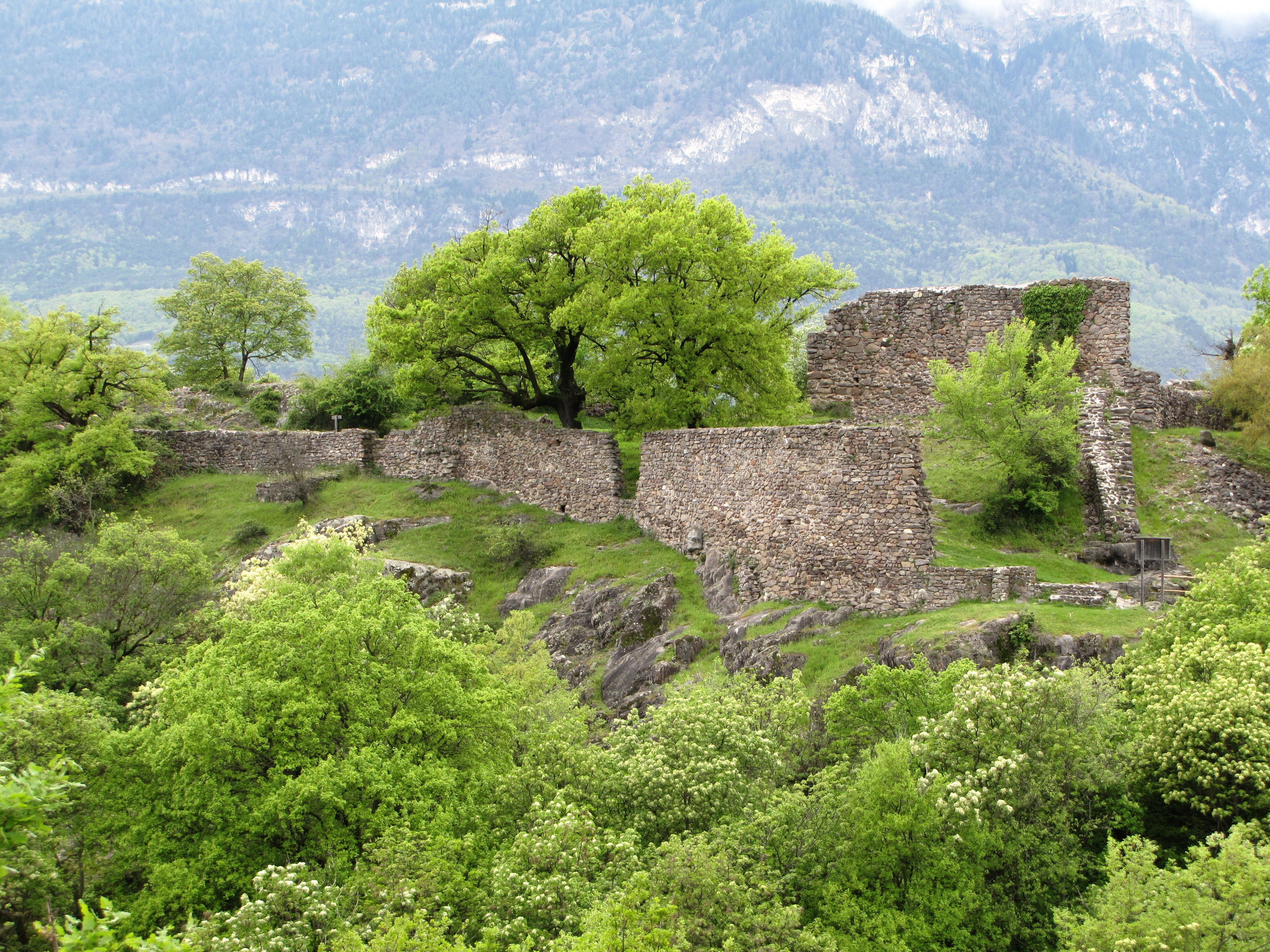
Umfassungsmauer mit angestelltem Gebäude

Aus karolingischer oder spätestens ottonischer Zeit finden sich wieder Spuren menschlicher Tätigkeit auf der Hügelkuppe: Die alte, teilweise verfallene byzantinische Befestigung wurde erneuert und im Westen und Norden gänzlich ersetzt. Das Mauerwerk erscheint deutlicher geschichtet, die Mauerstärke ist bedeutender und es kommen ausgedehnte Abschnitte von Opus spicatum im Mauerwerk vor. Der sogenannte „Langobardenturm“ ist dieser Phase zuzuordnen. Im Norden wurde die alte Umfassungsmauer verstärkt und ein rechteckiges, zweigeschoßiges Gebäude angestellt, von dem heute noch Wesentliches erhalten ist.
Diese zweite Befestigung von Castelfeder findet auch ihren archäologischen Niederschlag in Fundstücken, zum Beispiel einer Scheibenfibel, die dem Köttlach-Karantanischen Kreis zugeschrieben werden kann, oder einem fragmentierten Stachelsporen.

### Hochmittelalter
Die hochmittelalterliche Bauphase ist schwer von älteren Schichten zu unterscheiden, da sie in weiten Teilen bereits bestehende Strukturen weiterverwendete. Zu den ergriffenen Baumaßnahmen gehörten wohl diverse Mauerverstärkungen und Adaptierungen vorhandener Gebäude.